# 榄核镇
榄核镇是中国广东省广州市南沙区下辖的一个镇。榄核镇原由番禺区管辖，位于番禺区西南部，2012年11月30日移交给南沙区，并在翌日零时起管辖。辖区总面积74.48平方公里，下辖1个社区23个村。常住人口5万多人，外来人口6万多人。